# Нерудсталь
Нерудста́ль — село в Україні, у Кам'янському районі Дніпропетровської області. Входить до складу Саксаганської сільської громади. Населення — 436 мешканців.

## Географія
Село Нерудсталь знаходиться на відстані 1 км від міста П'ятихатки та села Красноіванівка. По селу протікає пересихаючий струмок з загатою. Поруч проходить автомобільна дорога Т 0419.

## Історія
- Початок XIX століття - дата заснування.
- До 2017 року орган місцевого самоврядування — Грушуватська сільська рада.

## Населення

### Мова
Розподіл населення за рідною мовою за даними перепису 2001 року:
| Мова       | Кількість | Відсоток |
| ---------- | --------- | -------- |
| українська | 504       | 93.33%   |
| циганська  | 20        | 3.70%    |
| російська  | 15        | 2.78%    |
| вірменська | 1         | 0.19%    |
| Усього     | 540       | 100%     |

## Економіка
- Глиняний кар'єр П'ятихатського цегельного заводу.
- П'ятихатський цегельний завод.
- Магазин.

## Об'єкти соціальної сфери
- Школа.
- Амбулаторія.
- Будинок культури.
- Ставок «Циганський».
- Конопляна ферма.